# Macademi Wasshoi!
Macademi Wasshoi! (яп. まかでみWAっしょい！ Макадэми WAссёй！) — серия ранобэ Итиро Сакаки, выходящая с 2003 года, а также манга, игра и аниме созданные по мотивам оригинального ранобэ.

## Сюжет
Согласно сюжету сериала, параллельно с нашим миром существуют миры богов и демонов. Как боги, так и демоны бессмертны и неизменны. Их число не меняется со дня творения и между их мирами поддерживается баланс сил. Однако на экзамене в секретной магической академии главный герой, Такуто Хасэгава, случайно призывает фамильяра, обладающего силами богини и демона. Существование этого фамильяра ставит под угрозу баланс сил между мирами богов и демонов, а вместе с ним и существование мира в целом.
Существенная часть сериала посвящена культуре отаку и моэ. Так, один из преподавателей магической академии помешан на звериных ушках и рассказывает о них на своих занятиях, ангел Габриэль предстает в образе готической лолиты, а демон Агалиарепт при случае даёт советы по моэ-культуре.

## Персонажи
Такуто Хасэгава (яп. 羽瀬川 拓人 Хасэгава Такуто) — главный герой. В сериале представляется как самый обычный школьник. Однако, на самом деле является учеником секретной магической академии. Благодаря ошибке на экзамене, он случайно призвал фамильяра чудовищной мощи. Назвав призванную девушку в честь своего кота «Танарот», он тем самым заключает с ней контракт хозяина и слуги. Как Такуто, так и созданная им Танарот в сериале описываются как обладатели уникальной способности создавать новых богов и демонов, что ранее приписывалось только деве Марии. Однако, эта способность ставит под угрозу существование мира.
Сэйю: Ами Косимидзу
Танарот (яп. タナロット Танаротто) — главная героиня. Фамильяр, призванный Такуто. Простодушна, энергична и начала выражать своё обожание Такуто сразу же после призыва. Все свои фразы заканчивает на «дэару» (яп. である). Танарот обладает одновременно способностями и богини, и демона. Как показано в альтернативной реальности созданной в попытке не дать Такуто стать магом и призвать Танарот, Танарот — воплощение представлений Такуто о идеальной девушке.
Сэйю: Мария Исэ
Судзухо Хасэгава (яп. 羽瀬川鈴穂 Хасэгава Судзухо) — двоюродная сестра Такуто. В сериале описывается как грудь, да очки. Также как и Такуто, Судзухо учится в магической академии, где также известна как «Тёмно-синий вампир» (яп. ミッドナイトブルー・ヴァンパイア Миддонайто буру: вампайа). Форму вампира она принимает сняв ленту которую носит в своих волосах. При этом её волосы и глаза становятся голубыми и высвобождаются её вампирские способности, вытягивающие всю магию в радиусе досягаемости. Также, изменяется и её характер. Если в обычной форме Судзухо стеснительна и общается исключительно посредством записей в тетради, то в форме вампира вся её стеснительность пропадает. Судзухо влюблена в Такуто и узнав о том что Танарот поселилась у него, также переехала к нему.
Сэйю: Уи Миядзаки
Фальчи (яп. ファルチェ Фарутэ) — посох созданный неким Фальческо. Фальческо умер, так и не успев ни дать имени своему творению, ни назвать его предназначение. По этому посох взял имя своего создателя и долго страдал от того что не имел цели существования. В сериале посох Фальчи появляется в виде девушки с зелеными глазами и волосами, пытающейся положить конец своему бессмысленному существованию, заставив остальных персонажей убить её. После того как Такуто по доброму отнесся к посоху и сказал что Фальчи следовало бы быть самой собой, она признала Такуто своим хозяином и осталась жить вместе с ним.
Сэйю: Юкари Фукуи
Эйтаро Сакума (яп. 佐久間 榮太郎 Сакума Эйтаро:) — один из преподавателей магической академии. Помешан на играх, аниме и моэ. По описанию своего фамильяра, работает в перерывах между развлечениями. Очень способный маг. Хотя и маскируется под человека, на самом деле является Самаэлем.
Сэйю: Такума Тэрасима
Инея Баргест — фамильяр Эйтаро. Женщина-кошка с ушками и хвостиком, постоянно носит костюм горничной. Вооружена неким копьём-шваброй, которым иногда бьёт Эйтаро. По её образу Эйтаро сделал множество мини-роботов и одного гигантского робота. Имеет непутёвую младшую сестру, которую любит.
Мияби (яп. ミヤビ Мияби) — богиня, посланная чтобы уничтожить Танарот. Ей этого не удалось и в итоге Эйтаро сделал её своей слугой.
Сэйю: Хитоми Набатамэ
Синкуравиа (яп. シンクラヴィア Синкуравиа) — демонеса, посланная вместе с Мияби чтобы уничтожить Танарот. Также, стала слугой Эйтаро. Как Мияби, так и Синкуравию, Эйтаро держит за рабынь заставляя работать по 72 часа подряд и используя как сексуальные игрушки.
Сэйю: Ю Кобаяси
Сагами — один из профессоров академии, а также глава дисциплинарного комитета. Выглядит очень юно. Способен снять голову и командует армией големов.
Штейн — ещё один профессор в академии. Друг Эйтаро, так как у них одинаковые взгляды. Считает, что идеал — это девушка с ушками, в очках и платье горничной.
Металис — один из учеников академии. Его постоянно видят в обществе Джорджи. Это намёк на отношения между ними, но Металис — голем, т.ч. это лишено смысла. Влюблён в Судзухо (вампирскую часть).
Агарин — демон, которого заинтересовала Танарот. Появляется в кампании Габриэль. Друг Эйтаро, так как тоже любит аниме. У него есть служанка, которая получает удовольствие, когда Агарин её бьёт.
Габриэль — ангел, которого заинтересовала Танарот. Появляется в компании Агарина.
Хаваров — ещё один профессор в академии. О нём известно мало. Он постоянно висит вниз головой опутанный цепями. Чаще всего с ним общается Сагами.
Тринсия — виртуальный сетевой бот. Выглядит как девушка младшего возраста, но ИИ её назвать нельзя, так как она может мыслить и чувствовать. В академии занимается тем, что тренирует студентов и проверяет их. Во время состязаний исполняет роль ведущего. Иногда её можно видеть в кампании с Сагами.